# Valderhof

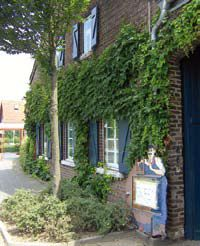
Zievericher Straße 4, Thorr.

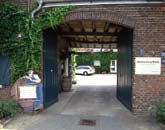
Einfahrt zum Valderhof

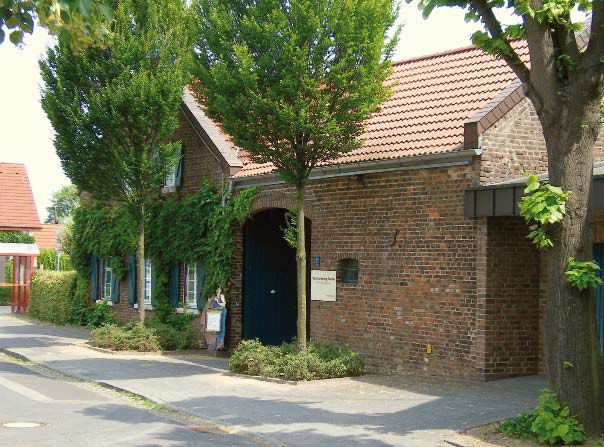
Valderhof, Straßenansicht

Das Anwesen in der Zievericher Straße 4 im Stadtteil Thorr in der Kreisstadt Bergheim im Rhein-Erft-Kreis gelegen ist ein denkmalgeschütztes Bauwerk.

## Geschichte und heutige Nutzung
In diesem Gehöft wohnte laut Adressbüchern von 1907, 1911 und 1934 der Landwirt Reiner Valder. Daher wurde das Anwesen im Volksmund Valderhof genannt. Heute befindet sich im Hauptgebäude, das zur Straße hin liegt, eine Weinhandlung.

## Architektur
Bei dem landwirtschaftlichen Anwesen handelt es sich um einen dreiflügeligen Backsteinhof aus der Mitte des 19. Jahrhunderts. Das eingeschossige Wohnhaus liegt giebelständig zur Zievericher Straße. Nach Süden schließt ein Wirtschaftstrakt mit einer großen korbbogigen Einfahrt an. Die Fenster sind leicht stichbogig, unregelmäßig angeordnet und mit Werksteinsohlbänken versehen.

## Denkmal
Das Gebäude ist als Denkmal mit der Denkmalnummer 113 in die Liste der Baudenkmäler in Thorr eingetragen.